# Harold Keke
Harold Keke (1971) es un señor de la guerra salomonense implicado con el Ejército Revolucionario de Guadalcanal (GRA).

## Biografía
Nieto de uno de los fundadores de la Iglesia protestante de los mares del sur en Australia, Keke fue criado por un católico en las Islas Salomón, pero dejó la fe para convertirse en un delincuente de menor grado en Papúa Nueva Guinea.  Después de unos años,  regresó a casa, donde consiguió trabajo como oficial de policía, y abrazó el cristianismo evangélico.
Durante los años noventa, las tensiones estallaron entre los habitantes indígenas de Guadalcanal e inmigrantes de la vecina Malaita.  Tras la elección de los militantes del Bartholomew Ulufa'alu, incluyendo aquellos dirigidos por un nuevamente radicalizado Keke, empezó una campaña de intimidación y violencia contra los habitantes Malaitanos.  Esto, incluyendo la repelida policiaca de 1998, dirigido a la Fuerza del Águila Malaita (MEF) y todos una guerra étnica en las islas.[cita requerida]
Keke se hace ver como un profeta, dirigiendo su pueblo a su "tierra prometida".  También exigió que tuviera respaldo político para el inicio del conflicto del entonces primer ministro Ezekiel Alebua — quién proporcionó dinero, armas, y munición para el GRA.  Esta reclamación ha sido negada por Alebua, quién describe a Keke como "poco más que un matón violento".
Durante el posterior conflicto, el MEF tomo la delantera, deponiendo el gobierno y obteniendo control de las fuerzas policiales; haciéndoles una extensión de facto de las milicias.  Muchas de las milicias opositoras al MEF llegaron a un acuerdo a finales del 2000, pero Keke rechazó firmar, moviendo sus soldados a las junglas de la Costa Tiempo para evitar captura.
El GRA, bajo el mando de Keke, ha sido acusado de una variedad de delitos, incluyendo provocación de incendios, secuestro, sicariato y asesinato.  Keke ha estado personalmente involucrado en más de 50 asesinatos, incluyendo las del ministro de gabinete y sacerdote Augustine Geve, así como siete misioneros del Melanesian Brotherhood.
A finales del 2003, tras la llegada de una multi-fuerza de intervención nacional dirigida por Australia, Keke pidió un alto el fuego, y se rindió con un acuerdo de paz. En 2005,  fue condenado del asesinato de Geve, y sentenciado a prisión perpetua.